# Grande Mèsule
Il Grande Mèsule (detto anche Monte Mesule - Großer Möseler in tedesco - 3.478 m s.l.m.) è una montagna delle Alpi dei Tauri occidentali (sottosezione Alpi della Zillertal). Si trova sulla linea di confine tra l'Italia (Trentino-Alto Adige) e l'Austria (Tirolo).
La montagna fu salita per la prima volta il 16 giugno 1865 da G. H. Fox, Douglas William Freshfield, Francis Fox Tuckett, François Devouassoud e Peter Michel.

## Toponimo
Il nome tradizionale della montagna è attestato nel 1770 come Mösele Hoher Ferner e si rifà al "Mösele", una palude d'alta montagna. Il nome italiano, creato da Ettore Tolomei, è un adattamento fonetico.